# Dagboete
Een dagboete of een inkomensafhankelijke boete is een boete die afhankelijk is van het inkomen en het eventuele vermogen van degene die de overtreding of het delict heeft begaan. Het dagboetesysteem is gebaseerd op de argumentatie dat een boete een vergelijkbare impact moet hebben op ieder die hem krijgt. Het systeem bestaat in een groot aantal West-Europese landen, waaronder Duitsland en Zwitserland. In enkele landen is de hoogte van de boete slechts gebaseerd op het inkomen, maar in de meeste landen speelt vermogen ook een rol. Alle landen kennen een minimumbedrag als dagboete en alle landen behalve Finland en Denemarken kennen een maximumbedrag per dag.

## Dagboetes in verschillende landen
Dagboetes zijn een onderdeel van het juridische systeem in twaalf Europese landen. In 1921 was Finland het eerste land dat het dagboetesysteem invoerde. Tien jaar later volgde Zweden. In Duitsland wordt voor delicten met een maximale gevangenisstraf van zes maanden bij voorkeur een dagboete opgelegd, waardoor een gevangenisstraf voor zulke delicten als uitzondering geldt.
In België wenste men geen dagboetes in te voeren omdat ze een extra stimulans zouden inhouden voor fiscale fraude.

## Effectiviteit
Theoretisch is een dagboetesysteem effectiever dan vaste boetes. Wanneer je vaste boetes hanteert, zijn deze ofwel zodanig laag voor een groot deel van de bevolking dat zij hier geen praktische last van ondervinden, of brengt het minder draagkrachtige mensen onevenredig zwaar in de problemen omdat de boetes onbetaalbaar voor hen kunnen zijn.
In Duitsland bleek dat dagboetes een effectievere strafmaatregel zijn dan gevangenisstraf, gemeten in de hoeveelheid recidive die plaatsvindt. Dit onderzoek ging specifiek over delicten zoals fraude en diefstal en betrof niet het effect op verkeersfeiten. Hoewel na invoering de gemiddelde boete hoger werd, zag men toch een toename in het aantal betaalde boetes. In het Duitse systeem heeft de rechter geen directe toegang tot de informatie over inkomen, waardoor  de rechter de medewerking van de verdachte nodig heeft of getuigen moet horen.

## Dagboetes in Nederland
Voorafgaand aan de invoering van de Wet vermogenssancties van 1983 werd in Nederland uitgebreid gediscussieerd over de invoering van het dagboetesysteem. Het Nederlandse strafrecht kent een draagkrachtbeginsel (art. 24 in het wetboek van strafrecht), maar dit is weinig concreet. Door inkomensafhankelijke boetes in te voeren, zou meer vorm gegeven kunnen worden aan dit wetsartikel.
Er waren toen een aantal argumenten die de doorslag gaven het niet te doen. De commissie Vermogensstraffen vond het onwenselijk dat er zeer hoge boetes opgelegd konden worden voor lichte vergrijpen. Daarnaast zag de commissie twee praktische bezwaren. In eerste instantie achtte ze het veel werk om gegevens over inkomen en vermogen te verzamelen. Bij kleine overtredingen was het dan ook het meest praktisch om het concept van dagboetes los te laten, waardoor er een tweesporensysteem ontstaat.
Door digitalisering en makkelijkere uitwisseling van gegevens met de Belastingdienst, zouden deze praktische bezwaren in de huidige situatie anders geëvalueerd kunnen worden.